# (16953) Besicovitch
(16953) Besicovitch  es un asteroide perteneciente al cinturón de asteroides, descubierto el 27 de mayo de 1998 por Paul G. Comba desde el Observatorio de Prescott, en Arizona, Estados Unidos.

## Designación y nombre
Besicovitch se designó inicialmente como 1998 KE5.
Más adelante fue nombrado en honor al matemático ruso Abram Samóilovich Bezikóvich (1891-1970).

## Características orbitales
Besicovitch orbita a una distancia media del Sol de 3,1423 ua, pudiendo acercarse hasta 2,4794 ua y alejarse hasta 3,8053 ua. Tiene una excentricidad de 0,2109 y una inclinación orbital de 14,7598° grados. Emplea en completar una órbita alrededor del Sol 2034 días.

## Características físicas
Su magnitud absoluta es 12,9. Tiene 17,093 km de diámetro. Su albedo se estima en 0,046.